# Gdy zakwitnie w nas miłość
Gdy zakwitnie w nas miłość (jap. やがて君になる Yagate kimi ni naru) – manga z gatunku yuri napisana i zilustrowana przez Nio Nakatani. Historia opowiada o dwóch uczennicach liceum, Yuu Koito i Touko Nanami, oraz relacji, która rozwija się między nimi, gdy dowiadują się więcej o sobie poprzez wspólne doświadczenia.
Na podstawie pierwszych pięciu tomów mangi studio Troyca wyprodukowało 13-odcinkowy serial anime, emitowany między październikiem a grudniem 2018.
W Polsce manga została wydana przez wydawnictwo Studio JG.

## Fabuła
Yuu była gotowa na swoją pierwszą miłość. Romantyczne piosenki oraz mangi nauczyły ją, czego ma się spodziewać. Jednak kiedy chłopak, którego lubiła, poprosił ją o chodzenie, dziewczyna nie poczuła nic. Żadnych motyli w brzuchu, unoszenia się nad ziemią. Zmieszana odeszła, mówiąc, że musi się zastanowić. Mijały tygodnie, a ona wciąż nie wiedziała, jak taktownie odmówić. Pewnego dnia przypadkowo była świadkiem tego, jak członkini zarządu, Nanami Touko, z wielką klasą odrzuciła miłosne wyznanie jednego z uczniów. Zachwycona jej zachowaniem, Yuu zaprzyjaźniła się z dziewczyną i poradziła w kwestii swojego problemu. Nanami zaś nie tylko pomogła jej odrzucić zaloty chłopaka, ale sama wyznała jej miłość.

## Bohaterowie
- Yuu Koito (jap. 小糸 侑 Koito Yū)

Seiyū: Yūki Takada 
Uczennica pierwszej klasy liceum, która ma problemy z doświadczeniem uczucia miłości. Ma trudności z odrzuceniem jakichkolwiek próśb kierowanych do niej.
- Touko Nanami (jap. 七海 燈子 Nanami Tōko)

Seiyū: Minako Kotobuki 
Uczennica drugiej klasy liceum i przewodnicząca rady uczniowskiej. Miała problemy z doświadczeniem uczucia miłości, dopóki nie poznała Yuu. Mimo że na zewnątrz wydaje się niezawodna i niewzruszona, w środku ukrywa swoje lęki i pragnienia, zwłaszcza jeśli chodzi o wszystkich innych porównujących ją do jej zmarłej siostry. Tylko Yuu dostrzegła jej wrażliwą stronę.
- Sayaka Saeki (jap. 佐伯 沙弥香 Saeki Sayaka)

Seiyū: Ai Kayano 
Najlepsza przyjaciółka Touko od pierwszej klasy szkoły średniej, która sądzi, że zna ją najlepiej. Jest uczennicą drugiej klasy liceum i wiceprzewodniczącą rady uczniowskiej. Skrycie podkochuje się w Touko, ale zachowuje to dla siebie, nie chcąc narażać ich obecnych relacji.
- Seiji Maki (jap. 槙 聖司 Maki Seiji)

Seiyū: Taichi Ichikawa 
Uczeń pierwszej klasy liceum i członek rady uczniowskiej. Dorastał w otoczeniu dwóch starszych sióstr i młodszej siostry, więc z łatwością rozmawia z dziewczynami.
- Suguru Doujima (jap. 堂島 卓 Dōjima Suguru)

Seiyū: Shō Nogami 
Uczeń pierwszej klasy liceum i członek rady uczniowskiej.
- Koyomi Kanou (jap. 叶 こよみ Kanō Koyomi)

Seiyū: Konomi Kohara 
Koleżanka z klasy i przyjaciółka Yuu z gimnazjum. Chce zostać pisarką.
- Akari Hyuuga (jap. 日向 朱里 Hyūga Akari)

Seiyū: Yuka Terasaki 
Koleżanka z klasy i przyjaciółka Yuu z gimnazjum. Jest członkinią klubu koszykówki.
- Riko Hakozaki (jap. 箱崎 理子 Hakozaki Riko)

Seiyū: Mai Nakahara 
Nauczycielka literatury i doradczyni kadrowa samorządu uczniowskiego.
- Miyako Kodama (jap. 児玉 都 Kodama Miyako)

Seiyū: Nanako Mori 
Kierowniczka kawiarni, w której często bywają członkowie samorządu studenckiego. Jest w związku z Riko Hakozaki, z którą wspólnie mieszka.
- Rei Koito (jap. 小糸 怜 Koito Rei)

Seiyū: Mikako Komatsu 
Starsza siostrą Yuu. Jest studentką, ma chłopaka, Hiro, który regularnie przychodzi w odwiedziny. Lubi piec. Wydaje się również zdawać sobie sprawę, że jest coś między Yuu i Touko.
- Tomoyuki Ichigaya (jap. 市ヶ谷 知雪 Ichigaya Tomoyuki)

Seiyū: Kazuyuki Okitsu 
Zawodowy aktor, który siedem lat temu był kolegą z klasy Mio Nanami.

## Manga
Pierwszy rozdział mangi ukazał się 27 kwietnia 2015 w magazynie „Dengeki Daioh” wydawnictwa ASCII Media Works. Ostatni rozdział opublikowany został w tym magazynie 27 września 2019. Całość została zebrana w 8 tankōbonach, wydawanych od 27 października 2015 do 27 listopada 2019.
W Polsce mangę wydało Studio JG.
| Nr | Język japoński       | Język japoński         | Język polski        | Język polski           |
| Nr | Data wydania         | ISBN                   | Data wydania        | ISBN                   |
| --- | -------------------- | ---------------------- | ------------------- | ---------------------- |
| 1 | 27 października 2015 | ISBN 978-4-04-865432-6 | 25 stycznia 2019    | ISBN 978-83-8001-387-2 |
| Lista rozdziałów - Rozdział 1: Nie sięgam gwiazd - Rozdział 2: Gorączka - Rozdział 3: Uprzejmie proszę o pierwszą miłość - Rozdział 4: W zawieszeniu - Rozdział 5: Ktoś, kto mnie pokocha |                      |                        |                     |                        |
| 2 | 27 kwietnia 2016     | ISBN 978-4-04-865875-1 | 28 marca 2019       | ISBN 978-83-8001-426-8 |
| Lista rozdziałów - Rozdział 6: Między pocałunkiem a zakochaniem - Rozdział 7: Żadna z niej aktorka - Antrakt: Godzina uważnego czytania - Rozdział 8: Kwestia wyboru (Cz.1) - Rozdział 9: Kwestia wyboru (Cz.2) - Antrakt: Przed świtem - Rozdział 10: Słowa, które stają się więzieniem - Bonusik do rozdziału 10           |                      |                        |                     |                        |
| 3 | 26 listopada 2016    | ISBN 978-4-04-892431-3 | 30 maja 2019        | ISBN 978-83-8001-446-6 |
| Lista rozdziałów - Rozdział 11: Mam wiele tajemnic - Rozdział 12: Iskra - Antrakt: Gdy Toko przyszła uczyć się w domu Yu. A co u starszej siostry? - Rozdział 13: Deszcz - Rozdział 14: Skrzyżowanie dróg - Antrakt: Młodsze i starsze koleżanki - Rozdział 15: Wszyscy gotowi? - Rozdział 16: Nie słychać sygnału do startu |                      |                        |                     |                        |
| 4 | 27 czerwca 2017      | ISBN 978-4-04-892919-6 | 30 lipca 2019       | ISBN 978-83-8001-466-4 |
| Lista rozdziałów - Rozdział 17: Jeszcze nie ja - Rozdział 18: Gwiazda widoczna za dnia - Antrakt: Na co mi pierwsza miłość? - Rozdział 19: Miraże - Rozdział 20: Punkt przecięcia środkowych trójkąta - Rozdział 21: Iskra zapalna - Rozdział 22: Nim się obejrzałam, nie mogłam oddychać                                    |                      |                        |                     |                        |
| 5 | 27 stycznia 2018     | ISBN 978-4-04-893541-8 | 7 października 2019 | ISBN 978-83-8001-490-9 |
| Lista rozdziałów - Antrakt: Kiedyś i na zawsze - Rozdział 23: Do stacji końcowej - Rozdział 24: Latarnia morska - Rozdział 25: Początek, o jakim marzyłam - Rozdział 26: Występują - Rozdział 27: Coś mnie przeraża - Rozdział 28: Pragnienie                                                                                |                      |                        |                     |                        |
| 6 | 27 września 2018     | ISBN 978-4-04-912047-9 | 20 stycznia 2020    | ISBN 978-83-8001-513-5 |
| Lista rozdziałów - Rozdział 29: Kurtyna się podnosi - Rozdział 30: Akt pierwszy - Rozdział 31: Akt drugi - Rozdział 32: Poza sceną - Rozdział 33: Na zakręcie - Rozdział 34: Wzburzone wody |                      |                        |                     |                        |
| 7 | 26 kwietnia 2019     | ISBN 978-4-04-912493-4 | 20 marca 2020       | ISBN 978-83-8001-546-3 |
| Lista rozdziałów - Rozdział 35: Razem, ale osobno - Rozdział 36: Gdy nadejdzie czas - Antrakt: Czekając na odpowiedź - Rozdział 37: Zapalając światła - Rozdział 38: Plany na przyszłość - Rozdział 39: W blasku |                      |                        |                     |                        |
| 8 | 27 listopada 2019    | ISBN 978-4-04-912869-7 | 31 sierpnia 2020    | ISBN 978-83-8001-610-1 |
| Lista rozdziałów - Rozdział 40: Moja ukochana - Rozdział 41: Białe plamy na mapie - Rozdział 42: Pytanie otwarte - Rozdział 43: Pytanie otwarte, ciąg dalszy - Rozdział 44: Wieczór i poranek - Rozdział 45: Morska podróż                                                                                                   |                      |                        |                     |                        |

### Antologia
Dwa tomy oficjalnej antologii mangi zostały wydane przez Kadokawę między grudniem 2018 a marcem 2020 roku. W Polsce licencję na antologię mangi zakupiło Studio JG.
| Nr | Język japoński  | Język japoński         | Język polski  | Język polski           |
| Nr | Data wydania    | ISBN                   | Data wydania  | ISBN                   |
| -- | --------------- | ---------------------- | ------------- | ---------------------- |
| 1  | 25 grudnia 2018 | ISBN 978-4-04-912238-1 | 23 lipca 2021 | ISBN 978-83-8001-753-5 |
| 2  | 26 marca 2020   | ISBN 978-4-04-913113-0 | 17 marca 2022 | ISBN 978-83-8001-842-6 |

## Light novel
Poboczna powieść, Yagate kimi ni naru: Saeki Sayaka ni tsuite (jap. やがて君になる 佐伯沙弥香について), autorstwa Hitomy Irumy, ukazywała się nakładem wydawnictwa Kadokawa pod imprintem „Dengeki Bunko” od 10 listopada 2018 do 10 marca 2020.
| Nr | Data wydania (język japoński) | ISBN (język japoński)  |
| -- | ----------------------------- | ---------------------- |
| 1  | 10 listopada 2018             | ISBN 978-4-04-912165-0 |
| 2  | 10 maja 2019                  | ISBN 978-4-04-912518-4 |
| 3  | 10 marca 2020                 | ISBN 978-4-04-913129-1 |

## Anime
Adaptacja w postaci 13-odcinkowego telewizyjnego serialu anime została zapowiedziana 27 kwietnia 2018 w czerwcowym numerze magazynu Dengeki Daioh. Anime zostało zanimowane przez studio Troyca i wyprodukowane przez Kadokawę, Docomo Anime Store, AT-X, Sony Music Solutions i Kadokawa Media House. Za reżyserię odpowiada Makoto Katō, kompozycją serii zajął się Jukki Hanada, postacie zaprojektował Hiroaki Gōda, a muzykę skomponował Michiru Ōshima. Seria była emitowana w Japonii od 5 października do 28 grudnia 2018. Motyw przewodni, „Kimi ni furete” (jap. 君にふれて), wykonała Riko Azuna, natomiast motyw kończący, zatytułowany „hectopascal”, wykonały Yūki Takada i Minako Kotobuki.

### Lista odcinków
| №  | Tytuł                                                                          | Reżyseria       | Premiera             |
| -- | ------------------------------------------------------------------------------ | --------------- | -------------------- |
| 1  | Watashi wa hoshi ni todokanai (わたしは星に届かない)                           | Makoto Katō     | 5 października 2018  |
| 2  | Hatsunetsu / hatsukoi shinsei (発熱／初恋申請)                                 | Shū Watanabe    | 12 października 2018 |
| 3  | Mada taikiken / watashi o suki na hito (まだ大気圏／わたしを好きな人)          | Geisei Morita   | 19 października 2018 |
| 4  | Suki to kisu no kyori / yakusha janai (好きとキスの距離／役者じゃない)         | Masatoyo Takada | 26 października 2018 |
| 5  | Sentaku mondai / zoku sentaku mondai (選択問題／続・選択問題)                  | Kōhei Hatano    | 2 listopada 2018     |
| 6  | Kotoba wa tojikome / kotoba de tojikomete (言葉は閉じ込めて／言葉で閉じ込めて) | Shū Watanabe    | 9 listopada 2018     |
| 7  | Himitsu no takusan / tanebi (秘密のたくさん／種火)                             | Hayato Sakai    | 16 listopada 2018    |
| 8  | Kōten / ori komeru (交点／降り籠める)                                          | Geisei Morita   | 23 listopada 2018    |
| 9  | Ichi ni tsuite / gōhō wa kikoenai (位置について／号砲は聞こえない)             | Masatoyo Takada | 30 listopada 2018    |
| 10 | Watashi-miman / hiru no hoshi / nigemizu (私未満／昼の星／逃げ水)              | Shū Watanabe    | 7 grudnia 2018       |
| 11 | Sankakkei no jūshin / dōka (三角形の重心／導火)                                | Kana Kawana     | 14 grudnia 2018      |
| 12 | Kigatsukeba iki mo dekinai (気が付けば息も出来ない)                            | Shū Watanabe    | 21 grudnia 2018      |
| 13 | Shūchaku eki made / tōdai (終着駅まで／灯台)                                   | Makoto Katō     | 28 grudnia 2018      |